# L'últim partit. 40 anys de Johan Cruyff a Catalunya
L'últim partit. 40 anys de Johan Cruyff a Catalunya és un documental del 2014 dirigit per Jordi Marcos i produït per Bonita Films que narra la influència esportiva, social i cultural que ha significat el fitxatge del futbolista neerlandès Johan Cruyff per part del Futbol Club Barcelona, el 13 d'agost de 1973.
El documental explica els perquès, a partir del món del futbol, d'un canvi en la societat catalana amb l'arribada de la figura de Johan Cruyff, de la derrota a la victòria. Com va canviar una imatge derrotista, que el Barça es va forjar durant la dictadura franquista, i el va ajudar a passar a ser un club guanyador i respectat. Un canvi de mentalitat al qual va contribuir la seva forma d'entendre l'esport i la vida: «Si vols fer una cosa, fes-la». El film inclou imatges d'arxiu del neerlandès quan encara era jugador.

## Argument
El documental narra com el fitxatge del jugador neerlandès Johan Cruyff pel Barça va suposar una revolució esportiva, social i cultural; i com ha durat fins als nostres dies. La història s'explica a partir dels punts de vista d'altres personatges que han estat rellevants durant aquests 40 anys en la vida de Johan Cruyff.

## Repartiment
El documental recull testimonis de personalitats destacades del món de l'esport, la cultura i la política:
- Johan Cruyff
- Pep Guardiola
- Vicente del Bosque
- Xavi Hernández
- Ferran Adrià
- Xavier Sala-i-Martín
- Josep Carreras
- Marjorie Van der Meer, vídua d'Armand Carabén
- Magda Oranich
- Xavier Folch
- Bojan Krkic
- Jordi Cruyff